# SV Merkur 1913 Volkstedt
SV Merkur 1913 Volkstedt is een Duitse voetbalclub uit Eisleben, Saksen-Anhalt. De club komt uit de deelgemeente Volkstedt, dat tot 2004 een zelfstandige gemeente was.

## Geschiedenis
De club werd in 1913 opgericht als SC Merkur Volkstedt. De club was aangesloten bij de Midden-Duitse voetbalbond en speelde in de competitie van Kyffhäuser. In 1929 promoveerde de club naar de hoogste klasse en speelde daar tot 1932/33 toen de club laatste werd. De voorgaande jaren eindigde de club drie keer op rij vijfde. 
Na 1933 werd de Gauliga ingevoerd als nieuwe hoogste klasse in het Derde Rijk. De talloze competities van de Midden-Duitse bond werden opgedoekt en vervangen door de Gauliga Sachsen en Gauliga Mitte. De clubs werden echter te zwak bevonden voor de hoogste klasse en voor de Bezirksklasse Halle-Merseburg plaatsten zich enkel de top twee. Merkur bleef in de Kyffhäuserse competitie, die als Kreisklasse nu de derde klasse werd. Ze slaagden er niet meer in te promoveren. 